# Nafea faa ipoipo?
tiếng Tahiti: "Nafea faa ipoipo?", còn được biết đến với cái tên “When Will You Marry?” (Khi nào em sẽ kết hôn?) là một bức tranh được vẽ bởi họa sĩ hậu ấn tượng người Pháp Eugène Henri Paul Gauguin.
Paul Gauguin vẽ bức tranh này năm 1892. Bức tranh bày đang thuộc về một bảo tàng ở Qatar. Tháng 2 năm 2015, bức tranh này được định giá 300 triệu USD, mức giá cao nhất được trả cho một bức tranh tính đến thời điểm đó. Gauguin đã đến Tahiti lần đầu tiên vào năm 1891. Trước khi đến đó ông đã hy vọng tìm thấy một "một thiên đường nơi ông có thể tạo ra thứ nghệ thuật tinh khiết, 'nguyên thủy' ". Tuy nhiên, khi đến nơi, ông đã nhận thấy rằng Tahiti đã không như những gì ông tưởng tượng trước đó: xứ này đã bị chiếm làm thuộc địa trong thế kỷ 18, và ít nhất hai phần ba cư dân bản địa trên hòn đảo đã bị chết do bệnh châu Âu mang tới. Văn hóa "nguyên thủy" đã bị xóa sổ. Mặc dù vậy, ông đã vẽ rất nhiều hình ảnh phụ nữ bản xứ trong các tư thế: khỏa thân, mặc quần áo Tahiti truyền thống, và mặc trang phục truyền giáo kiểu phương Tây, cũng như hình minh họa phía sau trong bức Khi nào em kết hôn?